# Ирска на Светском првенству у атлетици на отвореном 2013.
Ирска је на Светском првенству у атлетици на отвореном 2013. одржаном у Москви од 10. до 18. августа, учествовала четрнаести пут, односно учествовала је на свим првенствима до данас. Репрезентацију Ирске представљало је 11 учесника (6 мушкараца и 5 жена) који су се такмичили у пет тркачких и једној техничкој дисциплини.,
На овом првенству Ирска је по броју освојених медаља делила 12. место са освојеном једном медаљом (златна). У табели успешности према броју и пласману такмичара који су учествовали у финалним такмичењима (првих 8 такмичара) Ирска је са једним учесником у финалу делила 30. место са 8 бодова.
| Плас. | Земља | 1. место | 2. место | 3. место | 4. место | 5. место | 6. место | 7. место | 8. место | Бр. финал. | Бод. |
| ----- | ----- | -------- | -------- | -------- | -------- | -------- | -------- | -------- | -------- | ---------- | ---- |
| =30.  | Ирска | 1        | 0        | 0        | 0        | 0        | 0        | 0        | 0        | 1          | 8    |

Такмичари Ирске нису оборили ниједан рекорд.

## Учесници
| Мушкарци: - Брајан Греган — 400 м - Марк Инглиш — 800 м - Пол Робинсон — 800 м - Пол Полок — Маратон - Брендан Бојс — 50 км ходање - Роберт Хефернан — 50 км ходање | Жене: - Џенифер Кери — 400 м - Roseanne Galligan — 800 м - Maria McCambridge — Маратон - Лора Рејнолдс — 20 км ходање - Тори Пена — Скок мотком |

## Освајачи медаља

### Злато
- Роберт Хефернан — 50 км ходање

## Резултати

### Мушкарци
| Атлетичар       | Дисциплина   | Лични рекорд | Група       | Група         | Полуфинале           | Полуфинале           | Финале               | Финале       | Детаљи |
| Атлетичар       | Дисциплина   | Лични рекорд | Резултат    | Место         | Резултат             | Место                | Резултат             | Место        | Детаљи |
| --------------- | ------------ | ------------ | ----------- | ------------- | -------------------- | -------------------- | -------------------- | ------------ | ------ |
| Брајан Греган   | 400 м        | 45,53        | 46,04       | 6. у гр. 2 кв | 45,98                | 7. у гр. 1           | Није се квалификовао | 21 / 32 (35) |        |
| Марк Инглиш     | 800 м        | 1:44,84      | 1:47,08     | 4. у гр. 4    | Није се квалификовао | Није се квалификовао | Није се квалификовао | 21 / 47 (49) |        |
| Пол Робинсон    | 800 м        | 1:45,85      | 1:48,61     | 6. у гр. 1    | Није се квалификовао | Није се квалификовао | Није се квалификовао | 36 / 47 (49) |        |
| Пол Полок       | Маратон      | 2:16:30      |             |               |                      |                      | 2:16:42 ЛРС          | 21 / 50 (69) |        |
| Роберт Хефернан | 50 км ходање | 3:37:54 НР   | 3:37:56 СРС |               |                      |                      |                      |              |        |
| Брендан Бојс    | 50 км ходање | 3:55:01      | 3:54:24 ЛР  | 25 / 46 (61)  |                      |                      |                      |              |        |

### Жене
| Атлетичарка       | Дисциплина   | Лични рекорд | Квалификације | Квалификације | Полуфинале            | Полуфинале            | Финале                | Финале             | Детаљи |
| Атлетичарка       | Дисциплина   | Лични рекорд | Резултат      | Место         | Резултат              | Место                 | Резултат              | Место              | Детаљи |
| ----------------- | ------------ | ------------ | ------------- | ------------- | --------------------- | --------------------- | --------------------- | ------------------ | ------ |
| Џенифер Кери      | 400 м        | 52,29        | 52,62         | 5. у гр 5     | Није се квалификовала | Није се квалификовала | Није се квалификовала | 27 / 35 (36)       |        |
| Roseanne Galligan | 800 м        | 2:00,58      | 2:02,05       | 7. у гр. 2    | Није се квалификовала | Није се квалификовала | Није се квалификовала | 24 / 32            |        |
| Maria McCambridge | Маратон      | 2:35:28      |               |               |                       |                       | Није завршила трку    | Није завршила трку |        |
| Лора Рејнолдс     | 20 км ходање | 1:31:02      | 1:33:39       | 30 / 56 (62)  |                       |                       |                       |                    |        |
| Тори Пена         | Скок мотком  | 4,60 НР      | 4,30          | 10. у гр. Б   |                       |                       | Није се квалификовала | 18 / 19 (22)       |        |